# کونگسور
شهر کونگسور (به سوئدی: Kungsör) در بخش کونگسور در کشور سوئد واقع شده‌است. جمعیت این شهر ۱۲۰۷٫۰۷ نفر است.

## نگارخانه

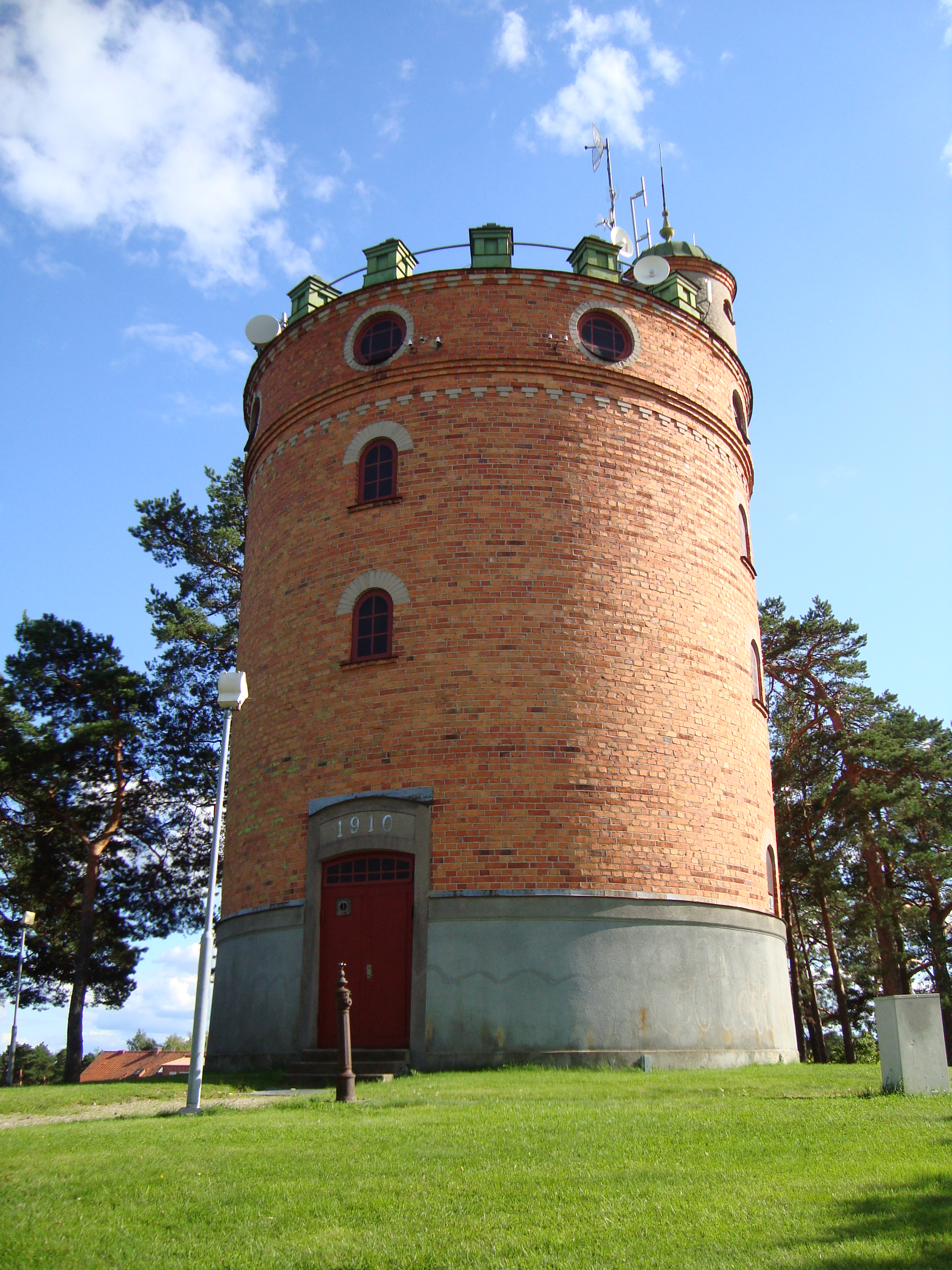
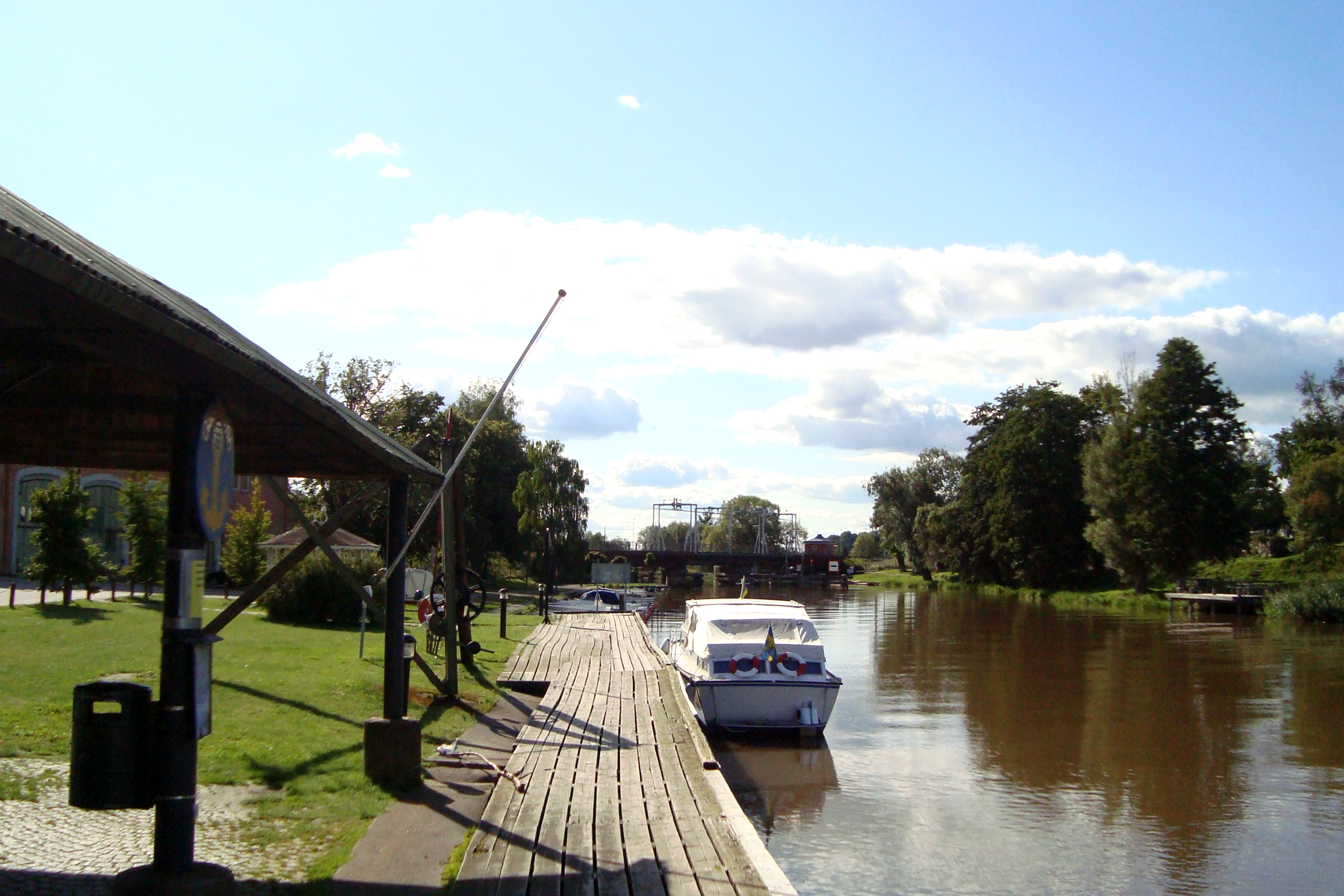
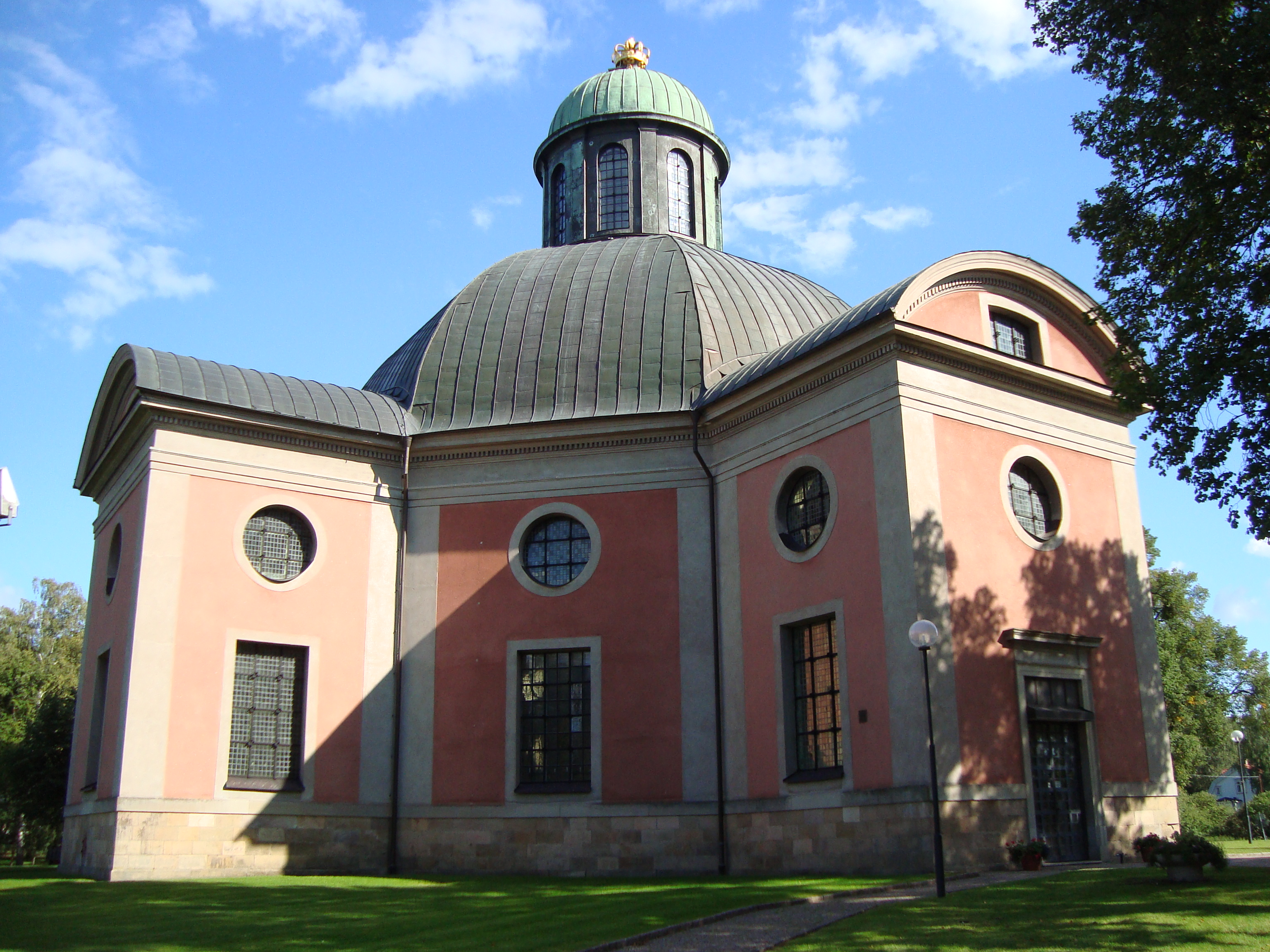